# Владета Кандић
Владета Кандић - Бата Канда (Београд, 1938) српски је музичар, солиста на хармоници, аранжер и композитор.

## Биографија
Рођен је 19. јула 1938. године у Београду. Завршио је нижу музичку школу. Матурирао је у Другој мушкој гимназији. Са непуних 20 година, постао је члан АКУД Бранко Крсмановић где се даље усавршавао као музичар од Миодрага Тодоровића Крњевца и Радојке Живковић. Са „Крсмановићем“ је обишао цео свет. Наступио је на преко 5000 концерата. Био је руководилац Народног оркестра овог друштва. Поред српске музике, свира и румунску, бугарску, македонску музику. Опробао се и у џезу и сарађивао се познатим џез музичарима Лалом Ковачевим, Мишом Бламом, Милошем Петровићем. Компоновао је и аранжирао велики број композиција. Најпознатије су Кандоро, Најциганскије вашарско коло, Софкина љубавна игра и друге. У сарадњи са Симфонијским оркестром РТС-а компоновао је 200 песама српске поезије.
Бави се и педагошким радом при Установи културе Палилула.

## Фестивали
- 1983. Хит парада - Зајечарка

## Одабрана дискографија
- Срцем свира Бата Канда (ЛП), 1979. ПГП РТБ
- Срцем пева Бата Канда (ЛП), 1982. ПГП РТБ
- Хармоника за сва времена (ЛП), 1992. ПГП РТБ